# Hermies Hill British Cemetery
Le cimetière « Hermies Hill British Cemetery » (cimetière militaire britannique sur la colline d'Hermies, en français) est l'un de deux cimetières militaires de la Première Guerre mondiale situés sur le territoire de la commune d'Hermies, Pas-de-Calais. Le second est Hermies British Cemetery situé juste en face, de l'autre côté de la route.

## Localisation
Cet imposant cimetière est situé à l'intérieur du village, à l'ouest, rue Saint-Michel, sur un versant, d'où son nom. On y accède par une large allée d'une quarantaine de mètres.

## Historique
Hermies a été occupé par les Allemands dès août 1914 et resta loin du front jusqu'en 1917. Le matin du 9 avril 1917, le village d'Hermies a été repris par une attaque surprise des 2e et 3e bataillons d'infanterie australiens. De nouveau perdu en mars 1918, le village fut définitivement repris en septembre 1918. Il a ensuite été « adopté », avec Havrincourt, par le comté de Huddersfield.

## Caractéristiques
Le cimetière a été construit en avril-décembre 1917 par des unités de combat et des ambulances de campagne et poursuivi jusqu'en septembre 1918 avec les soldats tombés lors des combats pour libérer le village. Il y a maintenant 1039 victimes de guerre 1914-18 commémorées dans ce cimetière dont 298 sont non identifiées.

## Galerie

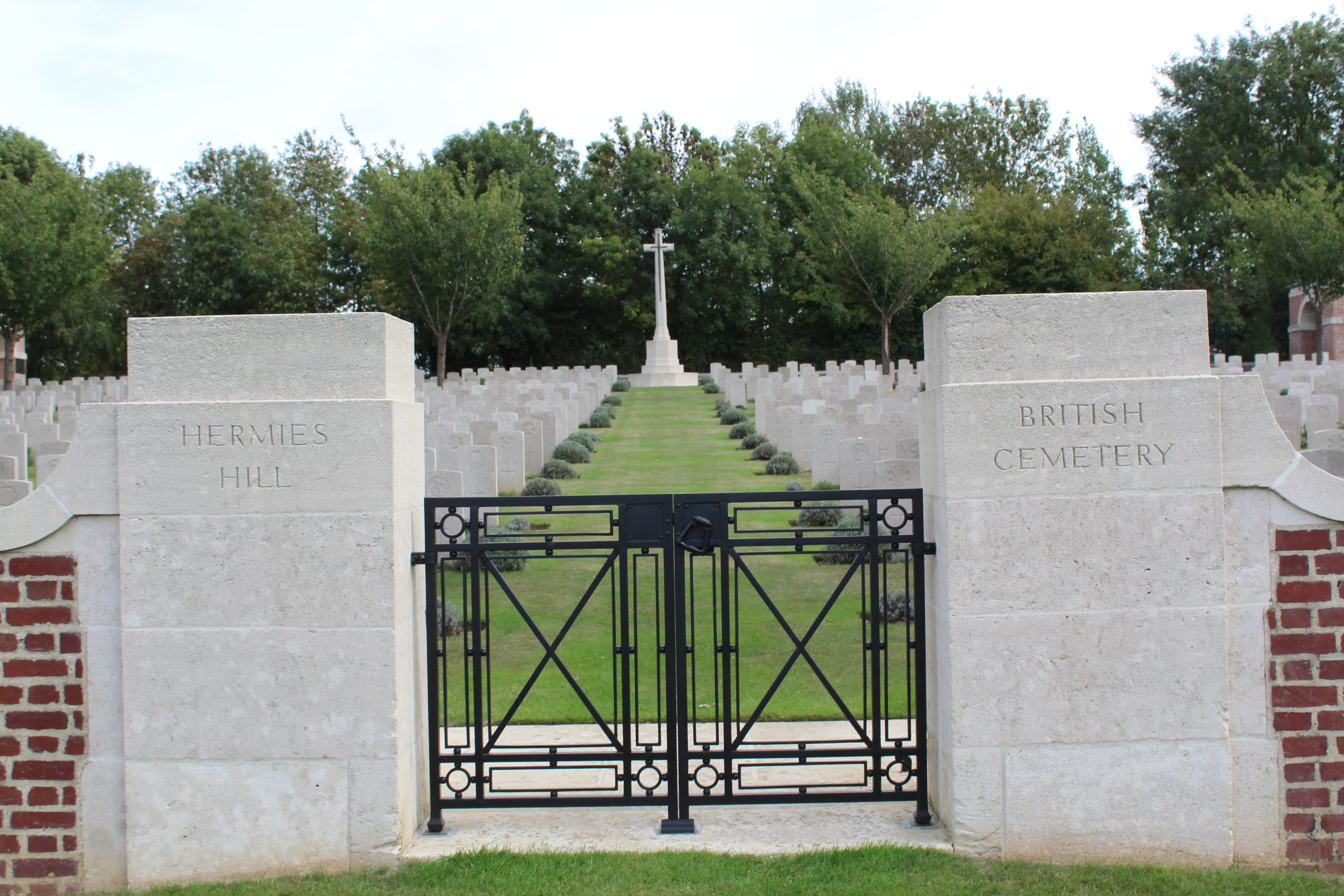
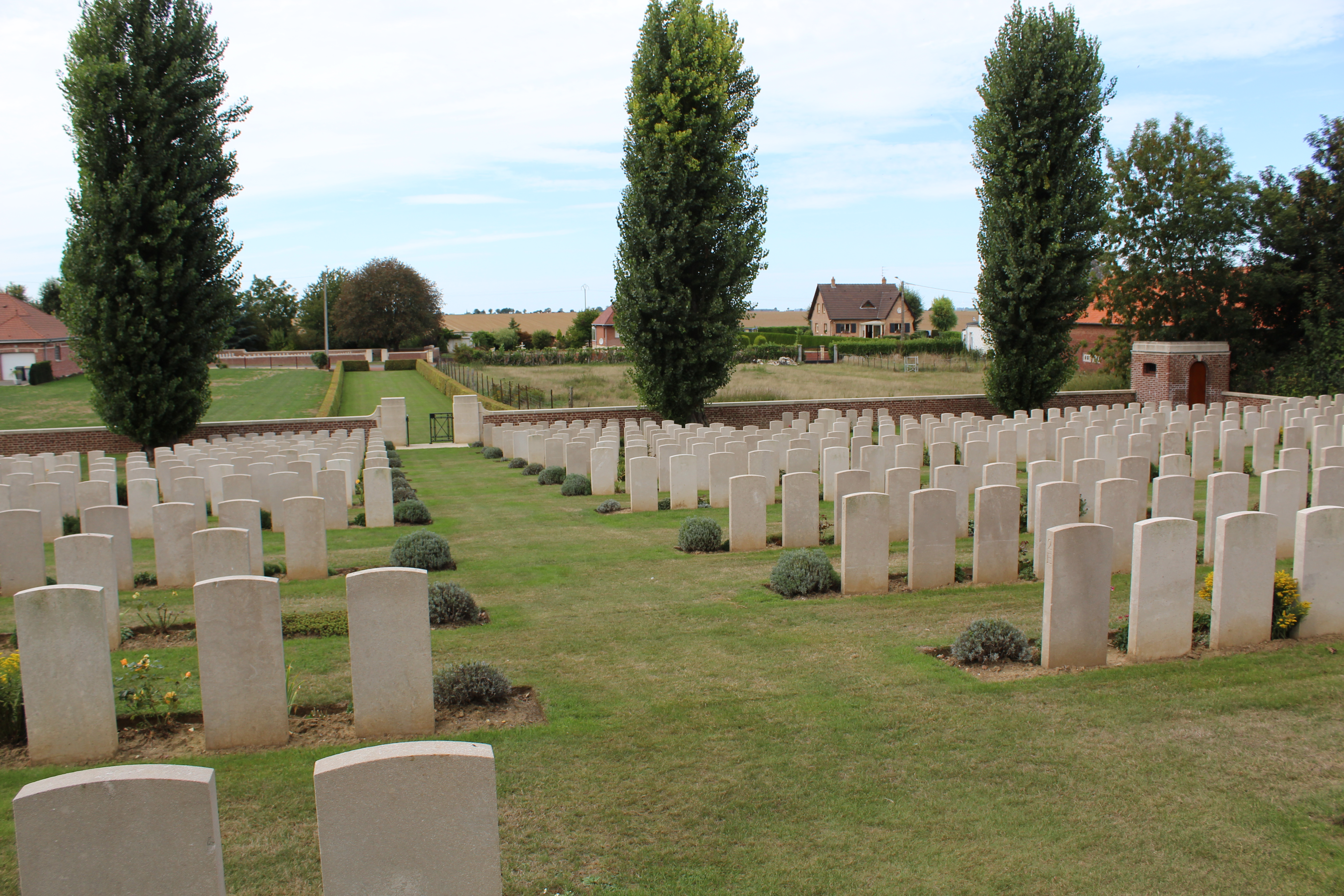
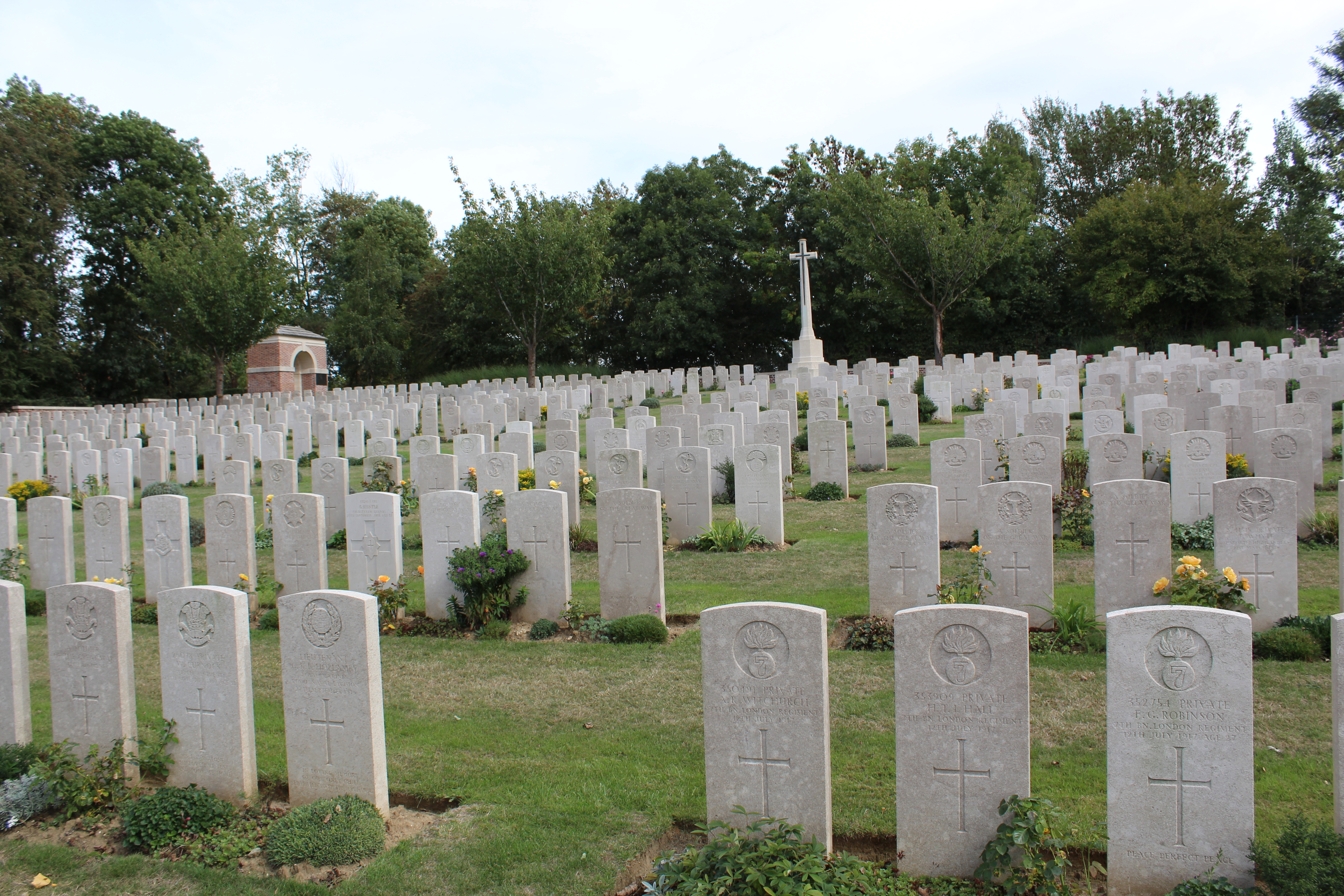
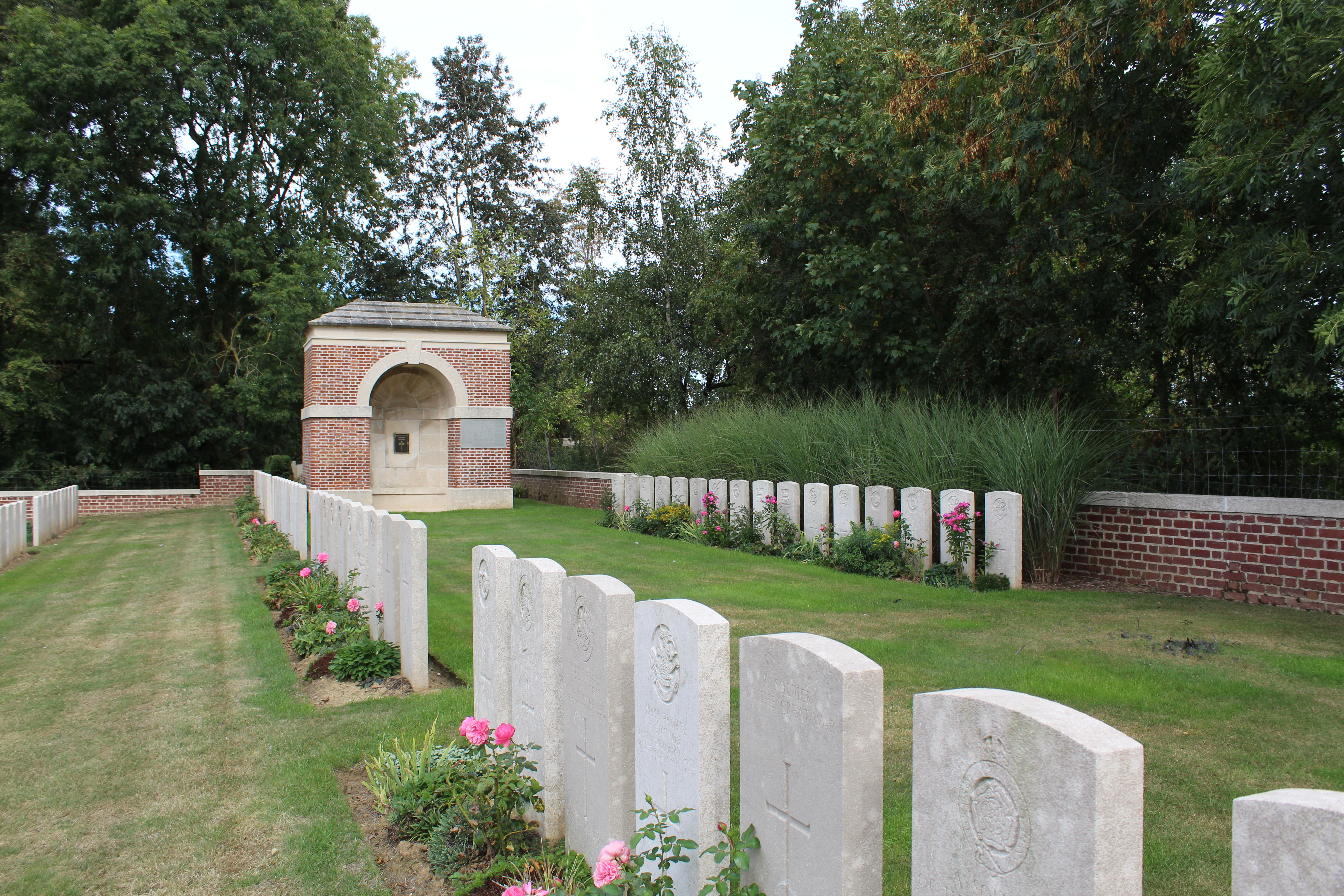

## Sépultures
| Pays             | Sépultures |
| ---------------- | ---------- |
| Royaume-Uni      | 986        |
| Australie        | 43         |
| Canada           | 3          |
| Nouvelle-Zélande | 7          |
| Total            | 1 039      |

## Pour approfondir